# Sportverein Stuttgarter Kickers 2011-2012
Questa voce raccoglie le informazioni riguardanti lo Sportverein Stuttgarter Kickers nelle competizioni ufficiali della stagione 2011-2012.

## Stagione
Nella stagione 2011-2012 il Stuttgarter Kickers, allenato da Dirk Schuster, concluse il campionato di Regionalliga sud al 1º posto e fu promosso in 3. Liga.

## Rosa
| N. |                     | Ruolo | Calciatore          |
| -- | ------------------- | ----- | ------------------- |
| 1  | Germania (bandiera) | P     | Daniel Wagner       |
| 3  | Germania (bandiera) | D     | Patrick Auracher    |
| 4  | Germania (bandiera) | D     | Simon Köpf          |
| 5  | Germania (bandiera) | D     | Julian Leist        |
| 6  | Germania (bandiera) | C     | Demis Jung          |
| 7  | Slovenia (bandiera) | C     | Marcel Ivanuša      |
| 8  | Germania (bandiera) | A     | Peter Sprung        |
| 9  | Germania (bandiera) | A     | Marco Grüttner      |
| 10 | Italia (bandiera)   | C     | Enzo Marchese       |
| 11 | Germania (bandiera) | A     | Marcel Brandstetter |
| 14 | Germania (bandiera) | D     | Yannis Becker       |
| 15 | Gambia (bandiera)   | A     | Omar Jatta          |
| 16 | Germania (bandiera) | D     | Fabio Leutenecker   |
| 17 | Germania (bandiera) | D     | Fabian Gerster      |

| N. |                        | Ruolo | Calciatore              |
| -- | ---------------------- | ----- | ----------------------- |
| 18 | Turchia (bandiera)     | A     | Uğur Yilmaz             |
| 19 | Italia (bandiera)      | C     | Alessandro Abruscia     |
| 20 | Germania (bandiera)    | C     | Hüseyin Pala            |
| 21 | Germania (bandiera)    | P     | Tobias Linse            |
| 22 | Germania (bandiera)    | C     | Jérôme Gondorf          |
| 23 | Turchia (bandiera)     | P     | Günay Güvenc            |
| 24 | Germania (bandiera)    | C     | Mahir Savranlioglu      |
| 25 | Germania (bandiera)    | C     | Nico Plattek            |
| 26 | Stati Uniti (bandiera) | D     | Royal-Dominique Fennell |
| 27 | Germania (bandiera)    | C     | Philip Türpitz          |
| 33 | Germania (bandiera)    | A     | André Kriks             |
| 35 | Germania (bandiera)    | C     | Ramazan Kandazoğlu      |
| 40 | Serbia (bandiera)      | A     | Nermin Ibrahimovic      |

## Organigramma societario
Area tecnica
- Allenatore: Dirk Schuster
- Allenatore in seconda: Alexander Malchow
- Preparatore dei portieri: Tobias Linse
- Preparatori atletici:
- Analisi video:

## Calciomercato

### Sessione estiva
| Acquisti | Acquisti           | Acquisti             | Acquisti |
| R.       | Nome               | da                   | Modalità |
| -------- | ------------------ | -------------------- | -------- |
| D        | Yannis Becker      | Werder Brema II      |          |
| A        | Marco Grüttner     | Aalen                |          |
| A        | Omar Jatta         | FV Ravensburg        |          |
| C        | Ramazan Kandazoğlu | Kickers Stoccarda II |          |
| A        | André Kriks        | Kirchheim/Teck       |          |
| D        | Julian Leist       | Bayern Monaco II     |          |
| C        | Nico Plattek       | Kickers Stoccarda II |          |

| Cessioni | Cessioni       | Cessioni             | Cessioni |
| R.       | Nome           | a                    | Modalità |
| -------- | -------------- | -------------------- | -------- |
| C        | Dirk Prediger  | TSV Grunbach         |          |
| D        | Marcel Rapp    | Nöttingen            |          |
| C        | Michele Rizzi  | Sonnenhof G.         |          |
| D        | Oliver Stierle | Kickers Stoccarda II |          |
| A        | Florian Treske | Ulma                 |          |

### Sessione invernale
| Acquisti | Acquisti     | Acquisti       | Acquisti |
| R.       | Nome         | da             | Modalità |
| -------- | ------------ | -------------- | -------- |
| A        | Peter Sprung | Bayern Alzenau |          |

| Cessioni | Cessioni | Cessioni | Cessioni |
| R.       | Nome     | a        | Modalità |
| -------- | -------- | -------- | -------- |

## Risultati

### Regionalliga

#### Girone di andata
| Arbitro: | Brand |

|                             |           |            |
| Becker 70’ Brandstetter 83’ | Marcatori | 50’ Müller |

| Mannheim 12 agosto 2011, ore 19:00 CEST 2ª giornata | Waldhof Mannheim | 0 – 0 referto | Kickers Stoccarda | Carl-Benz-Stadion (6 750 spett.)\| Arbitro: \| Stein \| |
| Arbitro:                                            | Stein            |               |                   |                                                         |

| Arbitro: | Gittelmann |

|             |           |                    |
| Ivanuša 36’ | Marcatori | 33’ (rig.) Mazzola |

| Arbitro: | Alt |

|                        |           |                                                       |
| Bickel 28’ (rig.), 89’ | Marcatori | 39’ Ivanuša 42’ Fennell 54’ Türpitz 58’, 70’ Grüttner |

| Arbitro: | Hartmann |

|                                                  |           |  |
| Gondorf 43’ Marchese 44’ Ivanuša 60’ Fennell 73’ | Marcatori |  |

| Arbitro: | Kempkes |

|              |           |            |
| Hofmeier 57’ | Marcatori | 90’ Becker |

| Arbitro: | Bischof |

|                                     |           |                              |
| Türpitz 40’ Gondorf 59’ Plattek 64’ | Marcatori | 48’ Bellaïd 87’ (aut.) Leist |

| Arbitro: | Koslowski |

|                         |           |             |
| Azemi 24’, 69’ Rahn 66’ | Marcatori | 58’ Ivanuša |

| Arbitro: | Münch |

|                      |           |  |
| Türpitz 61’ Pala 72’ | Marcatori |  |

| Arbitro: | Ostheimer |

|  |           |              |
|  | Marcatori | 78’ Abruscia |

| Arbitro: | Kempter |

|           |           |         |
| Kriks 89’ | Marcatori | 7’ Toch |

| Arbitro: | Dietz |

|          |           |                      |
| Damm 50’ | Marcatori | 3’ Leist 36’ Türpitz |

| Arbitro: | Valentin |

|              |           |  |
| Auracher 89’ | Marcatori |  |

| Arbitro: | Schwermer |

|  |           |                      |
|  | Marcatori | 31’ Pala 55’ Fennell |

| Arbitro: | Kunzmann |

|  |           |                  |
|  | Marcatori | 31’ (aut.) Bader |

| Arbitro: | Gasteier |

|                                           |           |  |
| Gondorf 14’ Grüttner 62’ Brandstetter 90’ | Marcatori |  |

| Arbitro: | Stieler |

|         |           |                               |
| Köz 90’ | Marcatori | 21’ Brandstetter 48’ Grüttner |

#### Girone di ritorno
| Arbitro: | Cortus |

|          |           |                        |
| Fink 90’ | Marcatori | 53’ Plattek 81’ Becker |

| Arbitro: | Zacher |

|  |           |           |
|  | Marcatori | 57’ Reule |

| Arbitro: | Aytekin |

|                        |           |                             |
| Szimayer 47’ Rizzi 77’ | Marcatori | 33’ (rig.) Leist 85’ Yilmaz |

| Stoccarda 10 dicembre 2011, ore 14:00 CET 21ª giornata | Kickers Stoccarda | 0 – 0 referto | Friburgo II | Gazi-Stadion auf der Waldau (3 050 spett.)\| Arbitro: \| Marx \| |
| Arbitro:                                               | Marx              |               |             |                                                                  |

| Arbitro: | Bärmann |

|                |           |                                                |
| Berresheim 16’ | Marcatori | 36’ Grüttner 51’ (rig.) Leist 56’ Brandstetter |

| Arbitro: | Färber |

|                        |           |  |
| Leist 50’ Marchese 90’ | Marcatori |  |

| Arbitro: | Christ |

|                             |           |                                                            |
| di Gregorio 19’ Soriano 37’ | Marcatori | 11’ Grüttner 45’ (rig.) Leist 71’ Ivanuša 80’ Brandstetter |

| Arbitro: | Foltyn |

|                                                |           |  |
| Grüttner 6’, 50’ Marchese 14’ Brandstetter 83’ | Marcatori |  |

| Arbitro: | Bartsch |

|             |           |                  |
| Gümüşsu 43’ | Marcatori | 39’ Brandstetter |

| Arbitro: | Ostheimer |

|                           |           |                 |
| Grüttner 57’ Marchese 87’ | Marcatori | 30’, 85’ Strobl |

| Arbitro: | Valentin |

|                         |           |                          |
| Wittke 38’ Dressler 64’ | Marcatori | 16’ Gondorf 48’ Grüttner |

| Arbitro: | Hartmann |

|                   |           |          |
| Marchese 35’, 90’ | Marcatori | 51’ Damm |

| Arbitro: | Pflaum |

|  |           |                           |
|  | Marcatori | 58’ Jatta 75’ Leutenecker |

| Arbitro: | Sevinc |

|                             |           |             |
| Brandstetter 32’ Sprung 75’ | Marcatori | 89’ Hagmann |

| Arbitro: | Gerach |

|              |           |  |
| Grüttner 15’ | Marcatori |  |

| Arbitro: | Sather |

|                               |           |                                     |
| Fennell 5’ (aut.) Görtler 82’ | Marcatori | 41’ Marchese 61’ Fennell 68’ Sprung |

| Arbitro: | Schmitt |

|                        |           |  |
| Becker 8’ Marchese 77’ | Marcatori |  |

## Statistiche

### Statistiche di squadra
| Competizione     | Punti | In casa | In casa | In casa | In casa | In casa | In casa | In trasferta | In trasferta | In trasferta | In trasferta | In trasferta | In trasferta | Totale | Totale | Totale | Totale | Totale | Totale | DR  |
| Competizione     | Punti | G       | V       | N       | P       | Gf      | Gs      | G            | V            | N            | P            | Gf           | Gs           | G      | V      | N      | P      | Gf     | Gs     | DR  |
| ---------------- | ----- | ------- | ------- | ------- | ------- | ------- | ------- | ------------ | ------------ | ------------ | ------------ | ------------ | ------------ | ------ | ------ | ------ | ------ | ------ | ------ | --- |
| Regionalliga sud | 78    | 17      | 12      | 4       | 1       | 32      | 10      | 17           | 11           | 5            | 1            | 34           | 19           | 34     | 23     | 9      | 2      | 66     | 29     | +37 |
| Totale           | 78    | 17      | 12      | 4       | 1       | 32      | 10      | 17           | 11           | 5            | 1            | 34           | 19           | 34     | 23     | 9      | 2      | 66     | 29     | +37 |

### Andamento in campionato
| Giornata  | 1 | 2 | 3 | 4 | 5 | 6 | 7 | 8 | 9 | 10 | 11 | 12 | 13 | 14 | 15 | 16 | 17 | 18 | 19 | 20 | 21 | 22 | 23 | 24 | 25 | 26 | 27 | 28 | 29 | 30 | 31 | 32 | 33 | 34 |
| --------- | - | - | - | - | - | - | - | - | - | -- | -- | -- | -- | -- | -- | -- | -- | -- | -- | -- | -- | -- | -- | -- | -- | -- | -- | -- | -- | -- | -- | -- | -- | -- |
| Luogo     | C | T | C | T | C | T | C | T | C | T  | C  | T  | C  | T  | T  | C  | T  | T  | C  | T  | C  | T  | C  | T  | C  | T  | C  | T  | C  | T  | C  | C  | T  | C  |
| Risultato | V | N | N | V | V | N | V | P | V | V  | N  | V  | V  | V  | V  | V  | V  | V  | P  | N  | N  | V  | V  | V  | V  | N  | N  | N  | V  | V  | V  | V  | V  | V  |
| Posizione | 4 | 7 | 7 | 5 | 5 | 6 | 4 | 6 | 6 | 5  | 5  | 4  | 2  | 2  | 1  | 1  | 1  | 1  | 1  | 1  | 1  | 1  | 1  | 1  | 1  | 1  | 1  | 1  | 1  | 1  | 1  | 1  | 1  | 1  |

Legenda:

Luogo: C = Casa; T = Trasferta. Risultato: V = Vittoria; N = Pareggio; P = Sconfitta.

### Statistiche dei giocatori
| A. Abruscia     | 27 | 1  | 1 | 1 |
| P. Auracher     | 28 | 1  | 5 | 0 |
| Y. Becker       | 28 | 4  | 4 | 0 |
| M. Brandstetter | 23 | 8  | 5 | 0 |
| R. Fennell      | 28 | 4  | 5 | 0 |
| F. Gerster      | 31 | 0  | 4 | 0 |
| J. Gondorf      | 33 | 4  | 9 | 0 |
| M. Grüttner     | 27 | 11 | 4 | 1 |
| G. Güvenc       | 12 | 0  | 0 | 0 |
| N. Ibrahimovic  | 0  | 0  | 0 | 0 |
| M. Ivanuša      | 19 | 5  | 4 | 0 |
| O. Jatta        | 7  | 1  | 1 | 0 |
| D. Jung         | 1  | 0  | 0 | 0 |
| R. Kandazoğlu   | 4  | 0  | 1 | 0 |
| A. Kriks        | 4  | 1  | 0 | 0 |
| S. Köpf         | 1  | 0  | 0 | 0 |
| J. Leist        | 33 | 5  | 4 | 0 |
| F. Leutenecker  | 8  | 1  | 1 | 0 |
| T. Linse        | 0  | 0  | 0 | 0 |
| E. Marchese     | 27 | 8  | 3 | 0 |
| H. Pala         | 8  | 2  | 0 | 0 |
| N. Plattek      | 14 | 2  | 1 | 0 |
| M. Savranlioglu | 29 | 0  | 7 | 0 |
| P. Sprung       | 11 | 2  | 2 | 0 |
| P. Türpitz      | 27 | 4  | 3 | 0 |
| D. Wagner       | 23 | 0  | 1 | 0 |
| U. Yilmaz       | 15 | 1  | 0 | 0 |